# Ястрембель
Ястрембе́ль (бел. Ястрамбель) — деревня в Малаховецком сельсовете Барановичского района Брестской области, в 15 км от города Барановичи. Население — 492 жителя (2019).

## История
Поселение известно с начала XVI века как владение Петра Дорогостайского, а с 1567 – Андрея Подаревского. На территории имения Ястребель, кроме жилых строений помещика и крестьян, находились также «...постоялый дом один, шинков два... мельница водяная на реке Мышанке, которая состоит из трех поставов...». Согласно архивным документам, в 1663 году владельцем имения становится Михаил Иван Рдултовский. В 1768 году от Антония Рдултовского имение переходит его сыновьям Иоахиму и Хризостому, а позднее — сыну Хризостома Казимиру, новогрудскому маршалку, кавалеру мальтийского ордена. 
3 мая 1851 года, согласно купчей, имение становится собственностью Михаила Котлубая, счетовода Радзивилловской комиссии. В 1864 году Ястребель отошел Генриху Антону Виктору, отставному поручику, сыну Михаила.
В 1840 году была построена деревянная церковь святого Николая Чудотворца. В 1879 году православный приход насчитивал 1500 прихожан.
В 1886 году — центр волости Новогрудского уезда Минской губернии, 15 дворов, церковь.
После смерти Генриха Котлубая владелицей имения стала его жена Изабелла с сыновьями. С 1911 года Ястребель на равных условиях принадлежал Эдварду и Михаилу Котлубаям. Последним владельцем имения был Зигмунт Котлубай (1885—1940). На карте 1910 года указана под названием Ястребово.
После Рижского мирного договора 1921 года — центр гмины Барановичского повета Новогрудского воеводства Польши, 31 дом.
С 1939 года — в БССР, в 1940–57 годах — в Новомышском районе Барановичской, с 1954 года Брестской области. Затем район переименован в Барановичский.
С конца июня 1941 года до 8 июля 1944 года оккупирована немецко-фашистскими войсками. На фронтах войны погибло 12 односельчан.

Дворец Котлубаев

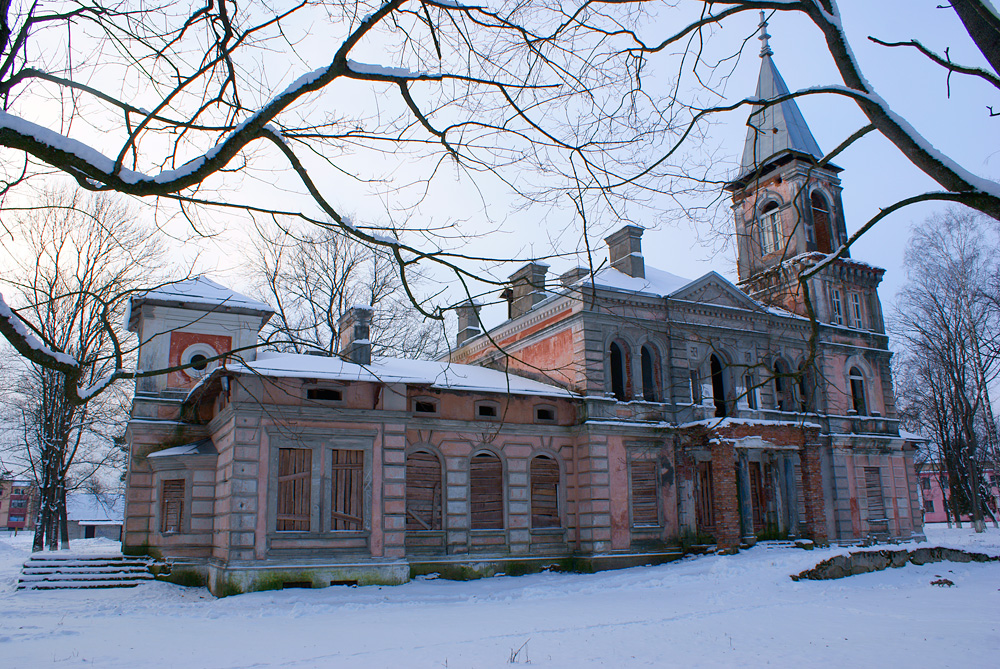
Дворец Котлубаев

Водонапорная башня

Котельная

## Население
| Численность населения (по переписи) | Численность населения (по переписи) | Численность населения (по переписи) | Численность населения (по переписи) | Численность населения (по переписи) | Численность населения (по переписи) | Численность населения (по переписи) | Численность населения (по переписи) | Численность населения (по переписи) | Численность населения (по переписи) |
| 1886                                | 1897                                | 1909                                | 1921                                | 1939                                | 1959                                | 1970                                | 1999                                | 2009                                | 2019                                |
| ----------------------------------- | ----------------------------------- | ----------------------------------- | ----------------------------------- | ----------------------------------- | ----------------------------------- | ----------------------------------- | ----------------------------------- | ----------------------------------- | ----------------------------------- |
| 80                                  | ↗229                                | ↗261                                | ↘161                                | ↗366                                | ↗498                                | ↘496                                | ↗589                                | ↘441                                | ↗492                                |

## Инфраструктура
- Магазин — улица Кадетская, 5[1].
- Брестское областное кадетское училище — переулок Кадетский, 2[1].

## Культура
- Дом культуры
- Музей Кабушкина

## Достопримечательности
- Усадебно-парковый комплекс Котлубаев (1897 год). Включает кирпичный дом, парк и сад[7].  Историко-культурная ценность Республики Беларусь, шифр 112Г000733.